# 李宛妲
李宛妲（2003年6月18日—），生于云南西双版纳雨林，中德混血兒，是一位中国女演员。主要作品有《葉問4：完結篇》、《异人之下》和《鸟鸣嘤嘤》。

## 生平
李宛妲的母亲和父亲为在西双版纳再造雨林的李旻果和德国生态学家马悠（德語：Josef Margraf，1953年4月3日—2010年1月26日）。李宛妲的亲姐姐名叫李林妲，还有一干姐姐王艺洁。

## 出演作品

### 电影
| 上映年份 | 名字           | 角色     |
| -------- | -------------- | -------- |
| 2019     | 葉問4：完結篇  | 万若男   |
| 2024年   | 异人之下       | 冯宝宝   |
| 2025年   | 唐探1900       | 达达公主 |
| 2025年   | 我们的命中注定 | 沈珠希   |
| 待上映   | 鸟鸣嘤嘤       |          |

### 电视剧
| 首映年份 | 名字       | 角色   |
| -------- | ---------- | ------ |
| 2025年   | 北上       | 马思艺 |
| 待播     | 风月不相关 |        |

## 外部連結
- 李宛妲的新浪微博
- 李宛妲在香港影庫上的簡介
- 李宛妲在豆瓣上的资料（简体中文）